# Mercat de valors
Els mercats de valors (en anglès: stock market) són un tipus de mercat de capitals en què es negocia la renda variable i la renda fixa d'una forma estructurada, a través de la compravenda de valors negociables. Permet la canalització de capital a mitjà i llarg termini dels inversors als usuaris.

## Context
En qualsevol país amb una economia de model capitalista, es generen una sèrie de necessitats de finançament per part de les empreses públiques i privades. Aquestes necessitats (Demanda), queden cobertes mitjançant la capacitat d'estalvi dels agents econòmics que pot aconseguir l'esmentat país (Oferta). El mercat que regula aquesta oferta/demanda es coneix com a mercat primari. Dins d'aquesta denominació s'engloben les noves emissións d'accions, de deute públic o privat...és a dir, tot el que impliqui una col·locació de títols nous.

## Mercat primari
El mercat primari regula l'oferta de noves emissions que generen les entitats econòmiques (públiques i privades) d'un país. Posa en contacte l'estali i les entitats amb necessitats de finançament. L'inversor pot escollir l'oferta que li resulti més atractiva dins d'aquest ventall de noves emissions.
Es produeix una transmissió entre la societat emissora que rep l'import del títol i l'inversor que rep el títol amb tots els seus drets.

### Col·locació
Les noves emissions són col·locades al Mercat per mitjà dels intermediaris financers (Bancs, Caixes, Agències de Valors i Borsa...), els quals garanteixen la col·locació de la nova emissió, per la qual cobren una prima o comissió.

## Mercat secundari
És freqüent que l'inversor vulgui recuperar el capital invertit en una nova emissió. És a dir, necessita liquiditat i evidentment no pot anar a la societat emissora perquè li tornin els diners. D'aquesta necessitat se'n deriva el concepte de Mercat Secundari, anomenat comunament "Borsa".
El Mercat secundari canalitza tots aquells capitals que han estat emesos al Mercat Primari i dels quals els seus titulars se'n volen desprendre. Aquests titulars venen la seva inversió a la Borsa, d'acord amb la demanda que hi hagi al mercat de les noves emissions ja posades en circulació. La Borsa fa d'intermediària entre el desig d'un venedor i el d'un comprador. Aquest mercat actua doncs com a complementdel Mercat Primari. Convé dir que la Societat emissora no intervé per res en el Mercat Secundari.